# Monizm
Monizm (gr. mónos „jedyny”) – filozoficzny pogląd według wąskiej definicji uznający naturę wszelkiego bytu za jednorodną: materialną (materializm, monizm materialistyczny), duchową (spirytyzm, monizm spirytystyczny) lub materialno-duchową (np. panteizm, choć nie tylko). Taki monizm jest poglądem przeciwstawnym do dualizmu i pluralizmu.
W szerszym znaczeniu (tzw. monizm atrybucyjny) monizm pozwala na istnienie wielu substancji, jednak głosi, że ich natura jest taka sama. Przykładowo atomizm albo monadyzm Leibniza to pluralizm niemieszczący się w wąskim rozumieniu monizmu, ale mieszczący się w szerokiej definicji.
Ontologiczne stanowisko monistyczne było reprezentowane przez takich filozofów i kierunki jak:
- monizm materialistyczny:
  - jońska szkoła przyrody, Leucyp i Demokryt, Epikur i Lukrecjusz, Vanini, franc. oświecenie (Julien Offray de La Mettrie, Denis Diderot, Paul d'Holbach), Ludwig Feuerbach, Marks, neomarksizm, pozytywizm, neopozytywizm (rzeczywistością jest materia; wszystko co duchowe jest wytworem materii)
- monizm spirytualistyczny:
  - Filon, George Berkeley, Hegel (istnieją tylko idee; świat materialny jest pozorny)
- monizm mieszany, panteistyczny:
  - Stoicyzm (pneuma, która jest jednocześnie duchem i materią), Baruch Spinoza (wszystko jest naturą, która posiada cechy zarówno materii jak i ducha oraz teoria paralelizmu), Gottfried Wilhelm Leibniz (teoria monad, które są bytami podstawowymi posiadającymi naraz cechy materialne i duchowe), buddyjski mędrzec Nagardżuna (siunjata, z której wyłania się zarówno pustka, jak i forma, rozpoznawane jako rzeczywistość).